# Polygala somaliensis
Polygala somaliensis är en jungfrulinsväxtart som beskrevs av John Gilbert Baker. Polygala somaliensis ingår i släktet jungfrulinssläktet, och familjen jungfrulinsväxter. Inga underarter finns listade i Catalogue of Life.